# NGC 6888
NGC 6888 је емисиона маглина у сазвежђу Лабуд која се налази на NGC листи објеката дубоког неба.
Деклинација објекта је + 38° 21' 18" а ректасцензија 20h 12m 6,5s. Привидна величина (магнитуда) објекта NGC 6888 износи 12,0 а фотографска магнитуда 10,0. NGC 6888 је још познат и под ознакама LBN 203, Sh2-105, Crescent nebula.